# Ganisa plana
Ganisa plana är en fjärilsart som beskrevs av Walker 1855. Ganisa plana ingår i släktet Ganisa och familjen Eupterotidae. Inga underarter finns listade i Catalogue of Life.